# Jan Söderlund

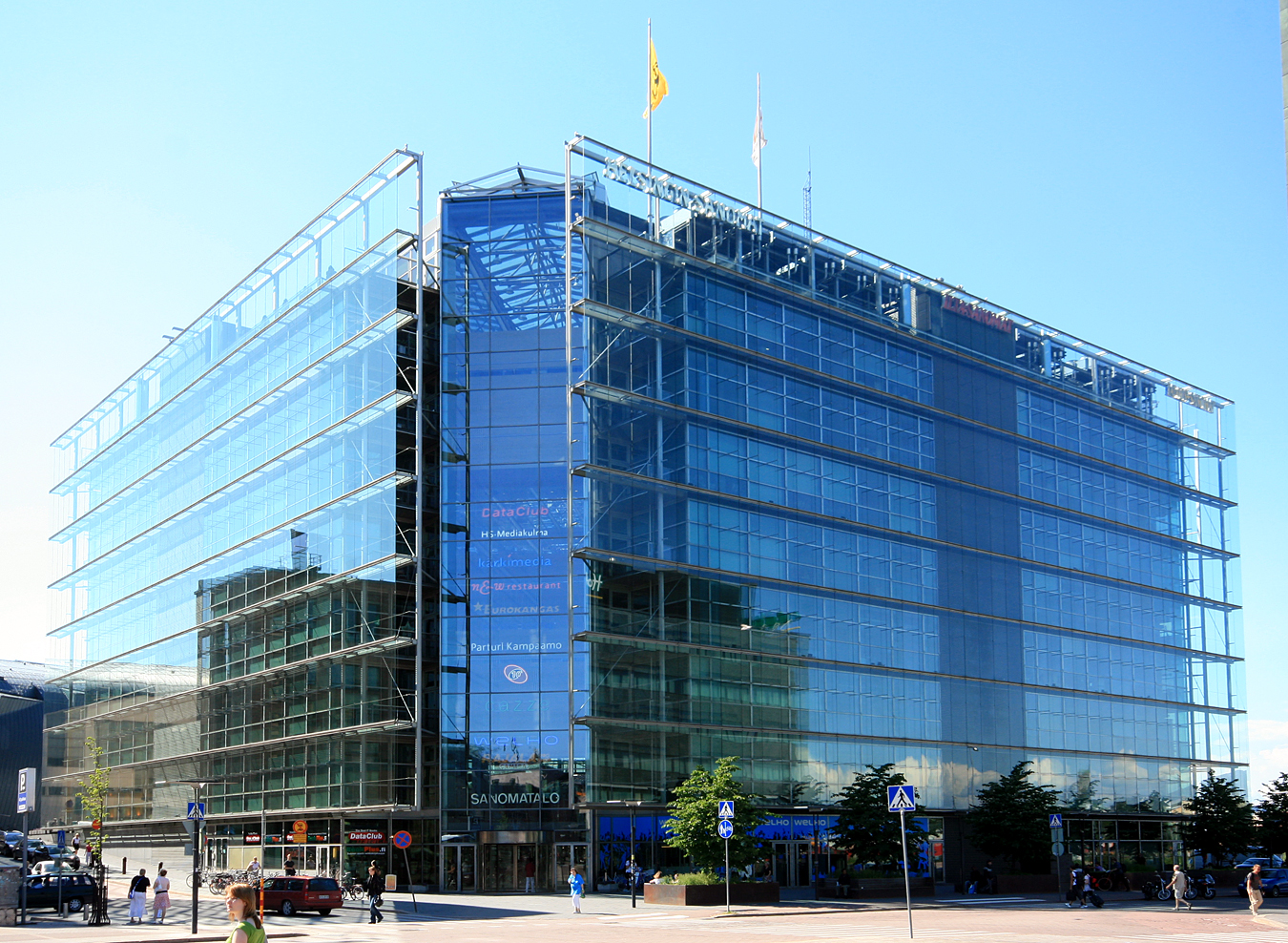
Sanomahuset.

Jan-Henrik Göran Söderlund, född 24 oktober 1937 i Helsingfors, död där 24 februari 2025, var en finländsk arkitekt. 
Söderlund utexaminerades från Tekniska högskolan i Helsingfors 1965, var forskningsassistent där 1967–1969 och som senare professor i byggnadslära 1995–2002. Han startade tidigt egen praktik; han företrädde i sina arbeten en avskalad och modulinriktad modernism utan dekorativa element. Som delägare i arkitektbyrån Söderlund-Valovirta erhöll han pris i flera nationella arkitekttävlingar och ritade på basis av segrande förslag bland annat Åbo studentby (1969–1979) och Joensuu universitet (tillsammans med Erkki Valovirta, 1969). 
Söderlund bedrev åter egen praktik 1981–1995, varefter han startade arkitektkontoret SARC tillsammans med Antti-Matti Siikala. SARC blev känt för rätlinjig och tekniskt betonad betong-, stål- och glasarkitektur. Till hans främsta arbeten i denna genre kan räknas Sanomahuset i Helsingfors (1999), Soneras huvudkontor i Helsingfors (2000) och Konehuset vid Kägelviken i Esbo (2001), samtliga tillsammans med Siikala. Han planerade även renoveringarna och ombyggnaden av Helsingfors Aktiebanks huvudkontor till World Trade Center i Helsingfors (1995), Sinebrychoffs bryggeri vid Sandvikstorget i Helsingfors till huvudkontor för Sampo-Liv (1999) och Rakehuset vid Skillnaden i Helsingfors (2005). Han var ordförande för Finlands arkitekturmuseum 1974–1980 och tilldelades statens pris för byggnadskonst 1997.